# Salò ou os 120 Dias de Sodoma
Salò o le 120 giornate di Sodoma (bra/prt: Salò ou os 120 dias de Sodoma) (em italiano:  Salò o le 120 giornate di Sodoma), comumente chamado simplesmente de Salò, é um filme artístico de 1975, dirigido por Pier Paolo Pasolini. O filme é uma adaptação livre da obra Os 120 Dias de Sodoma, escrita em 1785 pelo Marquês de Sade, e é ambientado durante a Segunda Guerra Mundial. Foi o filme final de Pasolini, sendo lançado três semanas após seu assassinato. 
O filme se concentra em quatro libertinos italianos ricos e corruptos na época da fascista República de Salò (1943–1945). Os libertinos sequestram 18 adolescentes e os submetem a quatro meses de extrema violência, sadismo e tortura sexual e psicológica. O filme explora temas como corrupção política, consumismo, autoritarismo, niilismo, moralidade, capitalismo, totalitarismo, sadismo, sexualidade e fascismo. A história é dividida em quatro segmentos, inspirada na Divina Comédia de Dante: o Anteinferno, o Círculo de Manias, o Círculo de Excremento e o Círculo de Sangue. O filme também contém referências frequentes e várias discussões ao livro A Genealogia da Moral (1887), de Friedrich Nietzsche, ao poema Os Cantos, de Ezra Pound, e à nova sequência de Marcel Proust, Em Busca do Tempo Perdido.
Estreando no Festival de Cinema de Paris em 23 de novembro de 1975, o filme teve uma breve exibição teatral na Itália antes de ser proibido em janeiro de 1976, e foi lançado nos Estados Unidos no ano seguinte, em 3 de outubro de 1977. Por retratar jovens sujeitos a violência gráfica, tortura, abuso sexual e assassinato, o filme foi polêmico no seu lançamento e permaneceu proibido em vários países.
A confluência de conteúdo temático no filme - variando do político e sócio-histórico ao psicológico e sexual - levou a muitas discussões críticas. Ele foi elogiado e condenado por vários historiadores e críticos de cinema e foi nomeado o 65º filme mais assustador da história pela Chicago Film Critics Association em 2006.

## Produção

### Concepção
O redator colaborador de Pasolini, Sergio Citti, fora contratado originalmente para dirigir a adaptação pretendida de Os 120 dias de Sodoma do Marquês de Sade. Durante a criação dos primeiros rascunhos do roteiro, Pasolini apelou a vários de seus colaboradores habituais, entre eles Citti, Claudio Masenza, Antonio Troisi e especialmente Pupi Avati.
Ao colaborar com Citti no roteiro, Pasolini foi compelido a transpor o cenário de Salò da França do século XVIII (conforme descrito no livro original de Sade) para os últimos dias do regime de Benito Mussolini na República de Salò na primavera de 1944. "Salò" é uma metonímia toponímica para a República Social Italiana (RSI) (porque Mussolini governou desta cidade do norte ao invés de Roma), que era um Estado fantoche da Alemanha nazista. Enquanto escrevia o roteiro, foi decidido entre Citti e Pasolini que este último iria dirigir o projeto, já que Citti planejava escrever um projeto separado após concluir Salò. Pasolini notou sua principal contribuição para o roteiro original de Citti como sendo sua "estrutura dantesca", que Pasolini sentiu ter sido a intenção original de Sade no material original.
No filme, quase nenhum histórico é dado sobre os sujeitos torturados e, na maioria das vezes, eles quase nunca falam. A descrição de Pasolini das vítimas dessa maneira pretendia demonstrar o corpo físico "como uma mercadoria ... a anulação da personalidade do Outro". Especificamente, Pasolini pretendia retratar o que ele descreveu como uma "anarquia de poder", na qual atos sexuais e abusos físicos funcionavam como metáfora para a relação entre o poder e seus súditos. Além deste tema, Pasolini também descreveu o filme como sendo sobre a "não existência de história", visto a partir da cultura ocidental e do marxismo.

## Lançamento
Salò estreou no Festival de Cinema de Paris em 23 de novembro de 1975, três semanas após a morte de Pasolini.  Na Itália, o filme foi inicialmente rejeitado para exibição pela censura italiana, mas recebeu a aprovação em 23 de dezembro de 1975. A aprovação, no entanto, foi retirada três semanas após o lançamento italiano do filme em janeiro de 1976 e foi formalmente banido. A distribuição mundial do filme foi fornecida pela United Artists. Nos Estados Unidos, no entanto, o filme teve um lançamento limitado pela Zebra Releasing Corporation em 3 de outubro de 1977.

### Censura
"Sadomasoquismo é uma característica eterna do homem. Existiu na época de Sade e existe agora. Mas isso não é o que mais importa ... O verdadeiro significado do sexo no meu filme é como uma metáfora para a relação entre o poder e seus sujeitos."

Pasolini sobre a representação do sexo no filme, 1975.
Salò foi proibido em vários países por causa de suas representações explícitas de estupro, tortura e assassinato - principalmente de pessoas que se pensava ter menos de dezoito anos de idade. O filme continua proibido em vários países e gerou vários debates entre críticos e censores sobre se constituía ou não pornografia devido à sua nudez e representação de atos sexuais.
O filme foi rejeitado pelo British Board of Film Censors (BBFC) em janeiro de 1976. Foi exibido pela primeira vez no clube de cinema Old Compton Street em Soho, Londres, em 1977, sem edição e sem certificação do secretário do BBFC, James Ferman; as instalações foram invadidas pela Polícia Metropolitana após alguns dias. Uma versão reduzida preparada sob a supervisão de Ferman, novamente sem certificação formal, foi posteriormente exibida em condições de clube de cinema por alguns anos. Em 2000, sem cortes, o filme foi finalmente aprovado para distribuição em cinemas e vídeos no Reino Unido.
O filme não foi proibido nos Estados Unidos e teve um lançamento limitado em outubro de 1977; foi, no entanto, proibido em Ontário, no Canadá. Em 1994, um policial disfarçado em Cincinnati, Ohio, alugou o filme em uma livraria gay local e, em seguida, prendeu os donos por "proxenetismo". Um grande grupo de artistas, incluindo Martin Scorsese e Alec Baldwin, e estudiosos assinaram um documento legal argumentando o mérito artístico do filme; o tribunal do estado de Ohio rejeitou o caso porque a polícia violou os direitos da Quarta Emenda dos proprietários, sem chegar à questão de saber se o filme era obsceno.

### Recepção
O site agregador de críticas Rotten Tomatoes relata um índice de aprovação de 71% com base em 38 comentários, com uma classificação média de 6,70/10. O consenso do site diz: "Salò, ou os 120 dias de Sodoma irá parecer irremediavelmente depravado para alguns telespectadores, mas sua visão inflexível da crueldade humana o torna impossível ignorar".
O diretor Michael Haneke considerou o filme seu quarto favorito ao votar na pesquisa Sight & Sound de 2002; a diretora Catherine Breillat e o crítico Joel David também votaram no filme. David Cross e Gaspar Noé o consideraram um de seus filmes favoritos. Rainer Werner Fassbinder também o citou como um de seus 10 filmes favoritos. Uma pesquisa de 2000 da crítica conduzida pelo The Village Voice considerou-o o 89º maior filme do século XX. O diretor John Waters disse: "Salo é um lindo filme ... usa a obscenidade de uma forma inteligente ... e é sobre a pornografia do poder."
A reputação do filme de ultrapassar limites levou alguns críticos a criticá-lo ou evitá-lo; o guia de filmes Time Out, por exemplo, considerou o filme um "trabalho totalmente questionável", acrescentando que "não oferece nenhuma visão sobre poder, política, história ou sexualidade". O TV Guide deu ao filme uma crítica mista, atribuindo-lhe uma pontuação de 2,5/4, afirmando que, "apesar dos momentos de visão inegavelmente brilhante, é quase impossível de assistir, extremamente perturbador e, muitas vezes, literalmente nauseante".
Após o lançamento do filme nos Estados Unidos, Vincent Canby do The New York Times escreveu: "Salo é, eu acho, um exemplo perfeito do tipo de material que, teoricamente, de qualquer maneira, pode ser aceitável no papel, mas se torna tão repugnante quando visualizado no tela que desumaniza ainda mais o espírito humano, que é suposto ser a preocupação do artista." Em 2011, Roger Ebert escreveu que tinha o filme desde seu lançamento na LaserDisc, mas que não o havia assistido, citando a reputação transgressora do filme. Em 2011, David Haglund da Slate entrevistou cinco críticos de cinema e três deles disseram que a visualização era obrigatória para qualquer crítico ou cinéfilo sério. Haglund, no entanto, concluiu que ainda não iria assistir ao filme.
Jonathan Rosenbaum, do Chicago Reader, escreveu sobre o filme: "Roland Barthes observou que, apesar de todos os seus elementos questionáveis (ele apontou que qualquer filme que torne Sade real e o fascismo irreal é duplamente errado), este filme deve ser defendido porque 'recusa-se a permitir que nos redimamos'. Certamente é o filme em que o protesto de Pasolini contra o mundo moderno encontra sua expressão mais extrema e angustiada. Muito difícil de aceitar, mas à sua maneira é uma obra essencial.”

## Análise crítica
Salò recebeu análises críticas de estudiosos do cinema, críticos e outros por suas representações convergentes de violência sexual e referências cruzadas de temas históricos e sociopolíticos. Comentando sobre os temas sexuais predominantes do filme, o estudioso do cinema de terror Stephen Barber escreve: "O núcleo de Salò é o ânus e seu impulso narrativo gira em torno do ato de sodomia. Nenhuma cena de ato sexual foi confirmada no filme até que um dos libertinos se aproximou de seus participantes e sodomizou a figura que cometeu o ato. O material fílmico de Salò é aquele que compacta celuloide e fezes, no desejo de Pasolini de estourar os limites do cinema através do olho anal ressonante das lentes do filme." Barber também observa que o filme de Pasolini reduz a extensão das sequências narrativas presente em Os 120 dias de Sodoma, de Sade, para que "possuam status igual" aos atos sádicos cometidos pelos libertinos.
O estudioso de Pasolini Gian Annovi observa no livro Pier Paolo Pasolini: Performing Authorship (2007) que Salò é estilística e tematicamente marcado por uma "ligação entre a estética dadaísta de Duchamp e a dinâmica perversa do desejo", que, segundo Annovi, tornou-se artística pontos de interesse para Pasolini nos primeiros desenvolvimentos de Salò.
A estudiosa católica romana Eve Tushnet, escrevendo para a revista jesuíta America, interpreta que Salò tem vários temas cristãos, escrevendo que sua "antropologia—seu relato do que significa ser humano—é ainda mais intransigentemente cristã do que O Evangelho segundo São Mateus (1964), também de Pasolini. Salò retrata um mundo de antropologia cristã sem escatologia cristã - um mundo onde os seres humanos são feitos à imagem de Deus, e não há esperança ... há um momento no final em que uma menina, sentada nua em uma banheira de excrementos das vítimas, grita em angústia, 'Deus, Deus, por que você nos abandonou?' - enquanto os guardas do lado de fora brincam com jogos de cartas. Essa alusão ao grito de Jesus na cruz e aos soldados que cortaram suas roupas é o único momento em que o cristianismo aparece na estrutura do filme.”

## Legado
Salò ganhou reputação entre alguns estudiosos do cinema por ser o "filme mais doentio de todos os tempos", com alguns citando-o como um dos primeiros progenitores do subgênero do cinema extremo, ao lado do filme americano The Last House on the Left (1972).
O estudioso de cinema Matthias Frey observa que o corte transversal entre o conteúdo temático do filme e os visuais gráficos resultou em uma obra cinematográfica que tanto é um filme de terror quanto é um filme de arte:
Filmes como Salò, que geralmente são considerados pelos críticos como 'obras' pelos 'artistas' ... podem ser recebidos na prática também por indivíduos que assistem Saw ou Hostel ou qualquer filme de terror 'popular' ou 'cult'— 
Em 2006, a Chicago Film Critics Association classificou-o como o 65º filme mais assustador já feito.
Em 2010, o Festival Internacional de Cinema de Toronto o colocou em no. 47 em sua lista de "Os 100 filmes essenciais". Em 2008, o diretor de ópera britânico David McVicar e o maestro suíço Philippe Jordan produziram uma performance da ópera Salomé de Richard Strauss (1905) baseada no filme, ambientando-a em um palácio depravado na Alemanha nazista, para a Royal Opera House de Londres.